# Linton Hope
Linton Chorley Hope FRAes (Macclesfield, Cheshire, 18 d'abril de 1863 - Midhurst, West Sussex, 20 de desembre de 1920) va ser un regatista anglès, que va competir a cavall del segle xix i el segle xx.
El 1900 va prendre part en els Jocs Olímpics de París on participà en tres proves del programa de vela com a timoner del Scotia. Guanyà dues medalles d'or, en la modalitat de classe oberta i en la primera cursa de la modalitat de ½ a 1 tona, junt a John Gretton, Algernon Maudslay i Lorne Currie.
Hope fou el dissenyador de nombrosos vaixells i hidroavions, entre els quals destaca el Scotia amb què guanyà les dues medalles als Jocs de París i l'AD Flying Boat.